# Challenger de Meerbusch 2013
El Maserati Challenger 2013 fue un torneo de tenis profesional que se jugó en tierra batida. Se trató de la primera edición del torneo que forma parte del ATP Challenger Tour 2013 . Tuvo lugar en Meerbusch, Alemania entre el 12 y el 18 de agosto de 2013.

## Jugadores participantes del cuadro de individuales

### Cabezas de serie
| País                        | Jugador           | Rank1 | Favorito |
| Bandera de los Países Bajos | Jesse Huta Galung | 108   | 1        |
| Bandera de República Checa  | Jan Hájek         | 124   | 2        |
| Bandera de Alemania         | Simon Greul       | 164   | 3        |
| Bandera de España           | Pere Riba         | 168   | 4        |
| Bandera de Alemania         | Dustin Brown      | 176   | 5        |
| Bandera de República Checa  | Jan Mertl         | 177   | 6        |
| Bandera de Ucrania          | Ivan Sergeyev     | 178   | 7        |
| Bandera de Alemania         | Bastian Knittel   | 186   | 8        |
| --------------------------- | ----------------- | ----- | -------- |

- 1 Se ha tomado en cuenta el ranking del día 5 de agosto de 2013.

### Otros participantes
Los siguientes jugadores recibieron una invitación (wild card), por lo tanto ingresan directamente al cuadro principal:
- Pavol Červenák
- Filip Horanský
- Robin Kern
- Alexander Zverev

Los siguientes jugadores ingresan al cuadro principal tras disputar el cuadro clasificatorio:
- Miliaan Niesten
- Gero Kretschmer
- Alexey Vatutin
- Miki Jankovic

## Jugadores participantes en el cuadro de dobles

### Cabezas de serie
| País                 | Jugador         | País                    | Jugador        | Rank1 | Favorito |
| Bandera de Alemania  | Dustin Brown    | Bandera de Alemania     | Philipp Marx   | 182   | 1        |
| Bandera de Australia | Rameez Junaid   | Bandera de Alemania     | Frank Moser    | 194   | 2        |
| Bandera de Alemania  | Dominik Meffert | Bandera de Austria      | Philipp Oswald | 202   | 3        |
| Bandera de Australia | Colin Ebelthite | Bandera de China Taipéi | Hsin-Han Lee   | 259   | 4        |
| -------------------- | --------------- | ----------------------- | -------------- | ----- | -------- |

- 1 Se ha tomado en cuenta el ranking del día 5 de agosto de 2013.

## Campeones

### Individual Masculino
- Jan Hájek derrotó en la final a  Jesse Huta Galung por 6-3, 6-4.

### Dobles Masculino
- Rameez Junaid /  Frank Moser derrotaron en la final a  Dustin Brown /  Philipp Marx por 6-3, 7-6(4).